# OpenRaster
OpenRaster (расширение имени файла по умолчанию — .ora) — формат хранения растровых графических изображений со слоями. Предназначен в качестве замены более поздних версий формата Adobe PSD. В данный момент OpenRaster находится в стадии разработки.

## Предпосылки
Долгое время формат Adobe Photoshop PSD был форматом де-факто для изображений со слоями, благодаря тому, что Adobe публично выпускал спецификации формата. Но в 2006 году Adobe изменил лицензию, предоставляя доступ спецификаций и документации только для использования внутри компании в связи с использованием ПО от Adobe. В ответ на эти ограничения, на первой встрече Libre Graphics в Лионе (Франция) весной 2006 года был предложен формат OpenRaster, внешне похожий[уточнить] на Open Document Format (хотя последний ранее был подвергнут критике[кем?] как слишком сложный).

## Требования
Должны быть соблюдены следующие требования:

### Общие
- полная документация в свободном доступе
- формат файла типа OpenDocument (архив с несколькими файлами внутри)
- расширяемость формата, все расширения должны быть добавлены к спецификации и документации формата файла
- приложения могут не поддерживать всех возможностей формата, но при обработке файла они не должны терять информацию, которую не могут обработать

### Метаданные
- хранение метаданных с помощью тегов XMP, Dublin Core, IPTC
- возможность хранения тегов на каждый слой
- хранение тегов EXIF
- все текстовые данные в Unicode (UTF-8 или UTF-16)

### Слои
- несколько слоёв
- координаты каждого слоя
- варианты смешивания (композиции) для каждого слоя
- корректирующие слои
- эффекты слоя
- группы слоёв
- информация о цвете — профиль, цветовое пространство

### Другое
- пути, отсечение по контуру, текст по контуру
- выделения, маски
- вложение документов в рамках OpenDocument
- поддержка отмены и истории команд (действий)

### Предложения и расширения
- палитра
- включение шрифтов (Предложение о расширении)
- несколько страниц
- поддержка анимации с использованием нескольких страниц и таймера, как это сделано в PSD

## Поддержка приложениями
| Приложение | Статус                                                               |
| ---------- | -------------------------------------------------------------------- |
| MyPaint    | формат по умолчанию.                                                 |
| Krita      | Поддерживается.                                                      |
| GIMP       | Доступен плагин. Плагин для экспорта и импорта встроен с версии 2.8. |
| DrawPile   | Начальная поддержка (в разработке).                                  |
| Nathive    | Формат по умолчанию с версии 0.908.                                  |
| Pinta      | Поддержка с версии 0.4.                                              |